# Gautier II. Tirel

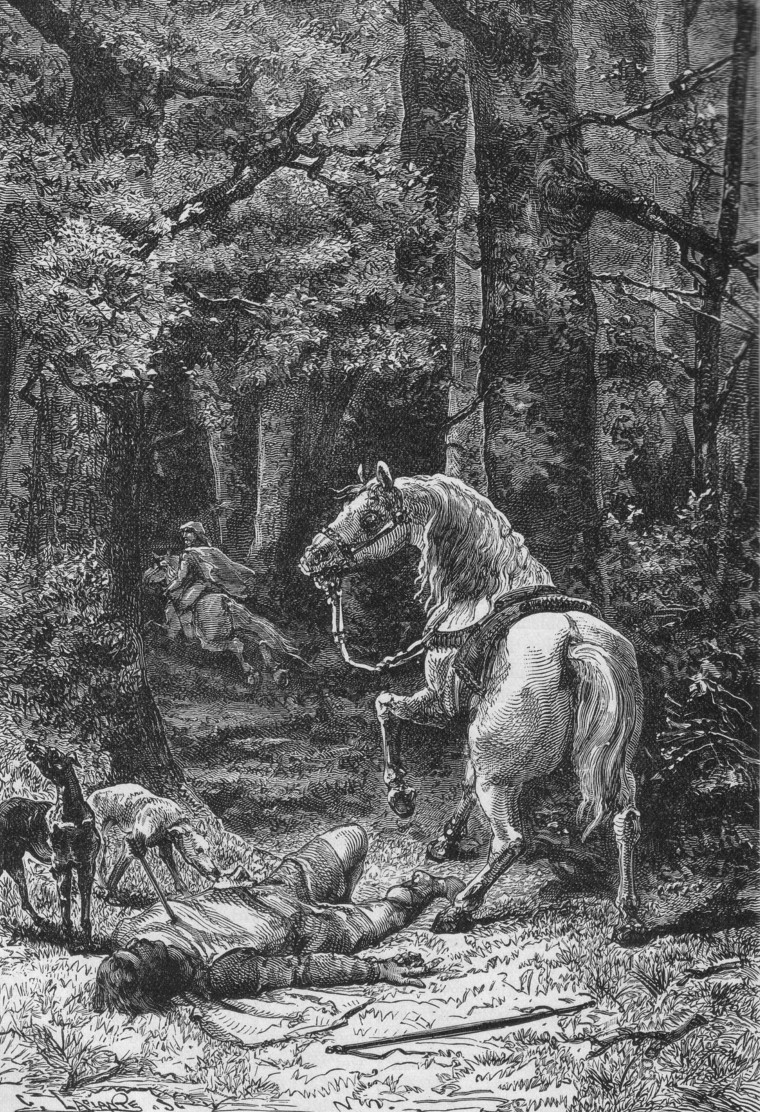
Alphonse de Neuville, Wilhelm Rufus’ Tod, 19. Jahrhundert

Gautier (II.) Tirel (oder Tyrell, englisch: Walter Tirel, (* 1065 in Tonbridge; † zwischen 1100 und 1130 in Jerusalem), Herr von Poix in der Picardie, war ein franko- und anglo-normannischer Aristokrat und Höfling. Er ging in die Geschichte ein, weil er als der versehentliche Mörder des englischen Königs Wilhelm Rufus gilt.

## Leben
Er ist der Sohn von Gautier I. Tirel, Seigneur de Poix und Lord of Langham. Er war Seigneur de Poix und Kastellan von Pontoise im strategisch wichtigen französischen Vexin français, das als Puffer zwischen dem Herrschaftsgebiet des Herzogs der Normandie und dem des Königs von Frankreich diente. Er war ein Vasall des Grafen von Pontoise und Amiens. Er heiratete Adelise, die Tochter von Richard de Bienfaite aus der dem Königshaus angehörenden Familie Clare und Rohese Giffard, Tochter von Gautier Giffard.
Gautier war ein Freund und Vertrauter von Wilhelm Rufus. Am Donnerstag, dem 2. August 1100, nahm er mit dem König und anderen Gefährten an einer Hirschjagd im New Forest (Grafschaft Hampshire, England) teil, als Wilhelm Rufus am frühen Abend durch einen Pfeil getötet wurde, der von Tirel abgeschossen wurde.
Wilhelm von Malmesbury berichtet: „Nach dem Abendessen begab er [Wilhelm Rufus] sich in den Wald in Begleitung einiger weniger Personen, von denen Walter, genannt Tirel, der durch die Großzügigkeit des Königs veranlasst worden war, aus Frankreich zu kommen, der vertrauteste war. Dieser Mann war als einziger bei ihm geblieben, während die anderen, die mit der Jagd beschäftigt waren, sich zufällig verstreut hatten. Die Sonne ging gerade unter, als der König seinen Bogen spannte und einen Pfeil abschoss, der einen Hirsch, der vor ihm vorbeizog, leicht verwundete; er verfolgte ihn mit wachem Blick und hielt die Hand hoch, um die Sonnenstrahlen abzuhalten. In diesem Augenblick ersann Walter eine edle Tat, die darin bestand, dass er, während die Aufmerksamkeit des Königs anderweitig beschäftigt war, einen anderen Hirsch, der zufällig in seine Nähe kam, unwissentlich und ohne die Möglichkeit, es zu verhindern, oh, gütiger Gott, mit einem tödlichen Pfeil in seine Brust stieß. Als er die Wunde empfing, sprach der König kein Wort, sondern brach den Schaft der Waffe dort ab, wo er aus seinem Körper ragte, und fiel auf die Wunde, wodurch er seinen Tod beschleunigte. Walter eilte sofort herbei, aber als er ihn besinnungslos und sprachlos vorfand, sprang er schnell auf sein Pferd und entkam, indem er es zu Höchstleistungen anspornte. In der Tat gab es niemanden, der ihn verfolgte: einige dachten über seine Flucht nach, andere hatten Mitleid mit ihm, und alle waren mit anderen Dingen beschäftigt. Einige begannen, ihren Wohnsitz zu befestigen, andere zu plündern, und die übrigen hielten Ausschau nach einem neuen König. Ein paar Landsleute brachten den Leichnam auf einem Karren zur Kathedrale von Winchester; das Blut tropfte den ganzen Weg über von ihm. Hier wurde er im Turm zu Grabe getragen, in Anwesenheit vieler Adliger, jedoch nur von wenigen beklagt.“
Gautier Tirel floh sicherlich sofort vom Tatort und außer Landes, da er befürchtete, in Stücke gerissen zu werden, und das Gerücht, dass er der Mörder sei, immer lauter wurde. Einige Historiker sahen hierin einen Hinweis auf eine Verschwörung, die von den Clares und Heinrich Beauclerc, dem Bruder des Königs, angezettelt worden sein soll. Die britische Anthropologin Margaret Murray zog sogar Hexerei und ein rituelles Opfer als Ursache für den Tod von Wilhelm Rufus in Betracht.
Tatsache ist, dass Heinrich bei diesem Jagdausflug anwesend war. Er nutzte die Gelegenheit, um den Thron zu besetzen und sich bereits zwei Tage später in der Westminster Abbey krönen zu lassen. Die Umstände waren für ihn günstig, aber wahrscheinlich eher zufällig. Es wurde behauptet, dass Heinrich verzweifelt war und dass dies seine letzte Gelegenheit wäre, den Thron zu besteigen, da sein älterer Bruder Robert Curthose seit 1096 auf dem Ersten Kreuzzug war und die beiden älteren Brüder sich 1091 im Vertrag von Caen gegenseitig zu Erben eingesetzt hatten. In Wirklichkeit waren die Bedingungen dieses Vertrags zu diesem Zeitpunkt längst missachtet und der Vertrag von Curthose zu Weihnachten 1093 zurückgewiesen worden. Tatsächlich war der Zeitpunkt des Todes seines Bruders nicht besonders vorteilhaft. Wäre der Tod in den vier Jahren zuvor eingetreten, hätte Heinrich genügend Zeit gehabt, seine Macht und Verwaltung in England zu festigen und anschließend die Normandie zu annektieren. Stattdessen musste er sich sofort mit einer Opposition der Barone in seinem Königreich und einer Invasion von Curthose, der vom Kreuzzug zurückgekehrt war, auseinandersetzen.
Wilhelm Rufus war nicht der erste, der im New Forest starb. Bereits um 1070 war sein älterer Bruder Richard in diesem Wald umgekommen, und im Mai zuvor war sein Neffe Richard, unehelicher Sohn von Curthose, dort auf ähnliche Weise gestorben.
Gautier flüchtete über den Ärmelkanal und in eine seiner Festungen in Frankreich. Er bestritt immer energisch, den König absichtlich getötet zu haben, und er wiederholt dies mehrmals unter Eid gegenüber Abt Suger von Saint-Denis, dem wichtigsten Minister Ludwigs VI. von Frankreich. Wie der Abt anmerkt, war Tirel in Frankreich sicher, als er diese Eide leistete, vor Vergeltung und Hoffnung geschützt, und er hatte kein Motiv, den König zu ermorden. Gautier Tirel wurde nicht bestraft und zog keinen Nutzen aus diesem Unfall. Es wurde keine Untersuchung durchgeführt, da es für seine Zeitgenossen offensichtlich war, dass es sich um einen Unfall und nicht um eine absichtliche Handlung handelte. Aus diesem Grund wurde auch sein kleiner englischer Besitz nicht beschlagnahmt.
Von den mittelalterlichen Chronisten hingegen wurde Wilhelm Rufus’ Tod, da er ein Herrscher mit einem kirchenfeindlichen Ruf war, als göttliche Strafe interpretiert, die einen bösen und lasterhaften König traf.
Gautier Tirel ist der Gründer der Abtei Saint-Pierre de Sélincourt und des Priorats Saint-Denis de Poix-de-Picardie. Er starb wahrscheinlich vor 1130, da in diesem Jahr seine Frau als Besitzerin von Langham eingetragen wurde. Seine Ländereien in Poix und England gingen an seinen Sohn und Erben Hugues, der Langham an Henry of Cornhill verkaufte, um 1147 auf den Zweiten Kreuzzug zu gehen. Ordericus Vitalis erwähnt, dass Gautier Tirel nach Jerusalem pilgerte und dort später starb.